# Arnold Glatthard
Arnold Glatthard (* 16. Juni 1910 in Meiringen; † 23. November 2002 ebenda) war ein Schweizer Skirennfahrer, Bergführer und Politiker.

## Biografie
Der gelernte Kaufmann arbeitete ab 1932 als staatlich geprüfter Berg- und Skiführer. Er war von 1935 bis 1954 Trainer und Delegationschef der Schweizer Skinationalmannschaft und Chef der Skilehrerausbildung des Kantons Bern. Als Skirennfahrer gewann er 1935 das Lauberhornrennen und das Arlberg-Kandahar-Rennen.
1936 war er an der Rettungsaktion des in der Eiger-Nordwand verunfallten Toni Kurz beteiligt, welcher wenige Meter über Glatthard und weiteren Rettern im Seil hängend starb. Das Drama machte international Schlagzeilen und wurde in mehreren Büchern und Filmen verarbeitet.
1940 gründete er in der Schweiz das weltweit erste Bergsteigerinstitut und bildete ab 1954 indische und nepalesische Sherpas weiter. Darunter befand sich auch Tenzing Norgay, einer der Erstbesteiger des Mount Everest. Im Auftrag der Schweizerischen Stiftung für Alpine Forschung gründete er 1953 das Himalayan Mountaineering Institute im indischen Darjeeling. Er war zudem Erfinder der Glatthard-Eisschraube mit konischem Langschaft und Feingewinde. Dieses ein- und ausschraubbare Eis-Sicherungsmittel ersetzte die zuvor gebräuchlichen Eishaken, welche noch unter der Gefahr des Eis-Aussprengens eingeschlagen und mühsam wieder aus dem Eis gepickelt werden mussten.
Von 1967 bis 1970 war er Gemeinderatspräsident von Meiringen und Initiant der Bergbahnen Meiringen-Hasliberg. 2000 wurde er zum Ehrenbürger ernannt. Von 1951 bis zu seinem Tod war er mit der zwanzig Jahre jüngeren Skirennfahrerin Silvia Glatthard (1930–2024) verheiratet, mit der er drei Söhne hatte. Sein Bruder Karl Glatthard (1913–1982) war Zentralpräsident des Schweizerischen Landesverbands für Sport und Nationalrat für den Kanton Bern.